# Religião nos Limites da Simples Razão
Religião nos Limites da Simples Razão (Die Religion innerhalb der Grenzen der bloßen Vernunft) é um livro de 1793 do filósofo alemão Immanuel Kant. Embora seu propósito e intenção original tenham se tornado objeto de alguma disputa, a imensa e duradoura influência do livro na história da teologia e da filosofia da religião é indiscutível.
Ele critica fortemente o ritual, a superstição e a hierarquia eclesiástica neste trabalho. Ele também discute questões e tópicos centrais à sua filosofia religiosa e moral, incluindo as relações entre racionalidade, ética e religião.

## Estrutura da obra
O livro consiste em quatro partes, chamadas "Peças" (Stücke), que foram publicadas como um todo em 1793. Inicialmente, foi planejado como uma série de quatro artigos de revista a serem publicados separadamente em momentos diferentes, até que questões de censura começaram com a segunda "peça". A divisão geral do livro, juntamente com as subseções de cada uma das quatro partes, é a seguinte:
Prefácio à primeira edição (1793)
Prefácio à segunda edição (1794)
Primeira parte: Sobre a coexistência do princípio mau junto ao bom, ou, Do mal radical na natureza humana.
I. Sobre a Disposição Original para o Bem na Natureza Humana
II. Sobre a Propensão ao Mal na Natureza Humana
III. O Ser Humano é por Natureza Mau
IV. Sobre a Origem do Mal na Natureza Humana
Segunda parte: Sobre a luta do princípio bom com o princípio mau pelo domínio sobre o ser humano.
Seção um: Sobre a reivindicação legítima do princípio bom ao domínio sobre o ser humano
Seção dois: Sobre a reivindicação legítima do princípio mau ao domínio sobre o ser humano, e a luta dos dois princípios entre si
Terceira parte: Sobre a vitória do princípio bom sobre o princípio mau e a fundação de um Reino de Deus na Terra.
Divisão um: Representação filosófica da vitória do princípio bom na fundação de um Reino de Deus na terra
Divisão dois: Representação histórica do estabelecimento gradual do domínio do princípio bom na terra
Quarta parte: Sobre o serviço e o falso serviço sob o domínio do princípio bom, ou, Da Religião e do Sacerdócio.
Primeira parte: Sobre o serviço de Deus em uma religião em geral
Segunda parte: Sobre o falso serviço de Deus em uma religião estatutária

## Censura real
Em fevereiro de 1792, Kant enviou a J. E. Biester, o editor da Berlinische Monatsschrift, um ensaio intitulado "Sobre o Mal Radical na Natureza Humana" e pediu a J. E. Biester que enviasse o ensaio para o escritório de censura de Berlim para aprovação. O ensaio foi aprovado após exame por G. F. Hillmer, o censor de filosofia, que pensou que se destinava apenas a estudiosos e declarou que "após leitura cuidadosa, vejo que este livro, como outros trabalhos kantianos, é destinado e pode ser apreciado apenas por pensadores, pesquisadores e estudiosos capazes de fazer distinções refinadas". Este ensaio então apareceu como um artigo na Berlinische Monatsschrift em abril de 1792 e tornou-se a primeira de quatro partes de uma série sobre religião destinada a ser publicada nessa mesma revista. A tentativa de Kant de publicar a segunda parte intitulada "Sobre a luta do bem com o princípio do mal pelo domínio sobre o ser humano" na mesma revista foi oposta pelo censor do rei Frederico Guilherme II da Prússia em junho de 1792, já que o ensaio parecia ser teológico para o censor. J. E. Biester apresentou um recurso direto ao gabinete do Rei depois de não ver nada repreensível na segunda parte, mas o recurso foi rejeitado unanimemente pelo gabinete do Rei. Kant então providenciou para que todas as quatro peças fossem publicadas como um livro, encaminhando-o através do departamento de filosofia da Universidade de Jena para evitar a necessidade de censura teológica. Kant foi repreendido por esta ação de insubordinação. Quando ele, no entanto, publicou uma segunda edição em 1794, o censor providenciou uma ordem real que exigia que Kant nunca mais publicasse ou mesmo falasse publicamente sobre religião. Em 1 de outubro de 1794, Kant recebeu uma carta e ordem real, assinada pelo censor filosófico do Rei, objetando aos escritos de Kant sobre religião e ordenando que ele evitasse escrever sobre temas religiosos. Kant cumpriu esta ordem real até após a morte do Rei Friedrick William II e a ascensão de Frederico Guilherme III da Prússia ao trono. Ele então retomou a escrita sobre religião com a publicação de O Conflito das Faculdades em 1798.

## Significado do título e traduções
O título do livro é baseado em uma metáfora que Kant introduz nos Prefácios e usa ao longo do livro, pela qual a religião racional é retratada como um corpo nu ("despido"), enquanto as religiões históricas são consideradas como "vestimentas" que não são "veículos" apropriados para transmitir verdades religiosas à população. A primeira tradução trata essa metáfora literalmente: usar "nu" ignora o fato de que o "bloßen" de Kant também pode significar "mero". A tradução mais recente resolve esse problema usando o inglês "bare" (despido), que também tem ambos os significados.

## Traduções para o inglês
- Religion Within the Boundary of Pure Reason Tradução de Semple 1838
- Stephen R. Palmquist, Comprehensive Commentary on Kant's Religion Within the Bounds of Bare Reason. John Wiley & Sons, 2016. Uma revisão da tradução de Pluhar, com um comentário detalhado sobre o texto, incluindo sobre as próprias mudanças de Kant entre suas primeira e segunda edições de Religion.
- Werner S. Pluhar, Religion within the Bounds of Bare Reason. Indianapolis: Hackett Publishing Company, 2009. Descrição & sumário pesquisável Conteúdo. Com uma Introdução por Stephen Palmquist.
- Allen W. Wood e George di Giovanni, Religion within the Boundaries of Mere Reason. Cambridge: Cambridge University Press, 1998. Com uma Introdução de Robert Merrihew Adams. Também incluído em Immanuel Kant: Religion and Rational Theology, volume 6 de The Cambridge Edition of the Works of Immanuel Kant, pp.55-215.
- Theodore M. Greene e Hoyt H. Hudson, Religion within the Limits of Reason Alone. Nova York: Harper and Brothers, 1934/1960.
- T.K. Abbott, tradução apenas da Primeira Peça, nas pp.323-360 de Immanuel Kant's Critique of Practical Reason and Other Works in Theory of Ethics. Londres: Longmans, Green & Co., Ltd, 1873.
- J.W. Semple, (título desconhecido). Edimburgo: Thomas Clark, 1838/1848.
- John Richardson, Religion within the Boundaries of Naked Reason extratos em J.S. Beck's The Principles of Critical Philosophy (1798). Revisado e reimpresso em Essays and Treatises de Richardson (Londres: William Richardson, 1799), volume 2, pp.367-422.
- Jonathan Bennett, "Religion within the Limits of Bare Reason", Early Modern Texts, 2017.

## Leituras adicionais
- Chris L. Firestone, Stephen R. Palmquist (eds.), Kant and the New Philosophy of Religion, Indiana University Press, 2006.
- Firestone, Chris L.; Jacobs, Nathan (2008). In Defense of Kant's Religion. [S.l.]: Indiana University Press. ISBN 9780253220141
- Kant's Religion within the Boundaries of Mere Reason: A Critical Guide. [S.l.]: Cambridge University Press. 2014. ISBN 9781107018525
- Miller, Eddis N. (2015). Kant's Religion within the Boundaries of Mere Reason: A Reader's Guide. [S.l.]: Bloomsbury Academic. ISBN 9781472507709
- Pasternack, Lawrence R. (2013). Routledge Philosophy Guidebook to Kant on Religion within the Boundaries of Mere Reason 1ª ed. [S.l.]: Routledge. ISBN 9780415507868
- Kant's Philosophy of Religion Reconsidered. [S.l.]: Indiana University Press. 1991. ISBN 9780253350275
- Wood, Allen W. (2020). Kant and Religion. [S.l.]: Cambridge University Press. ISBN 9781108422345